# Kroměřížská arcibiskupská zámecká knihovna
Kroměřížská arcibiskupská zámecká knihovna je historickou zámeckou knihovnou Arcibiskupského zámku a zahrad v Kroměříži. Tato knihovna patří k významným světovým historickým knižním fondům.

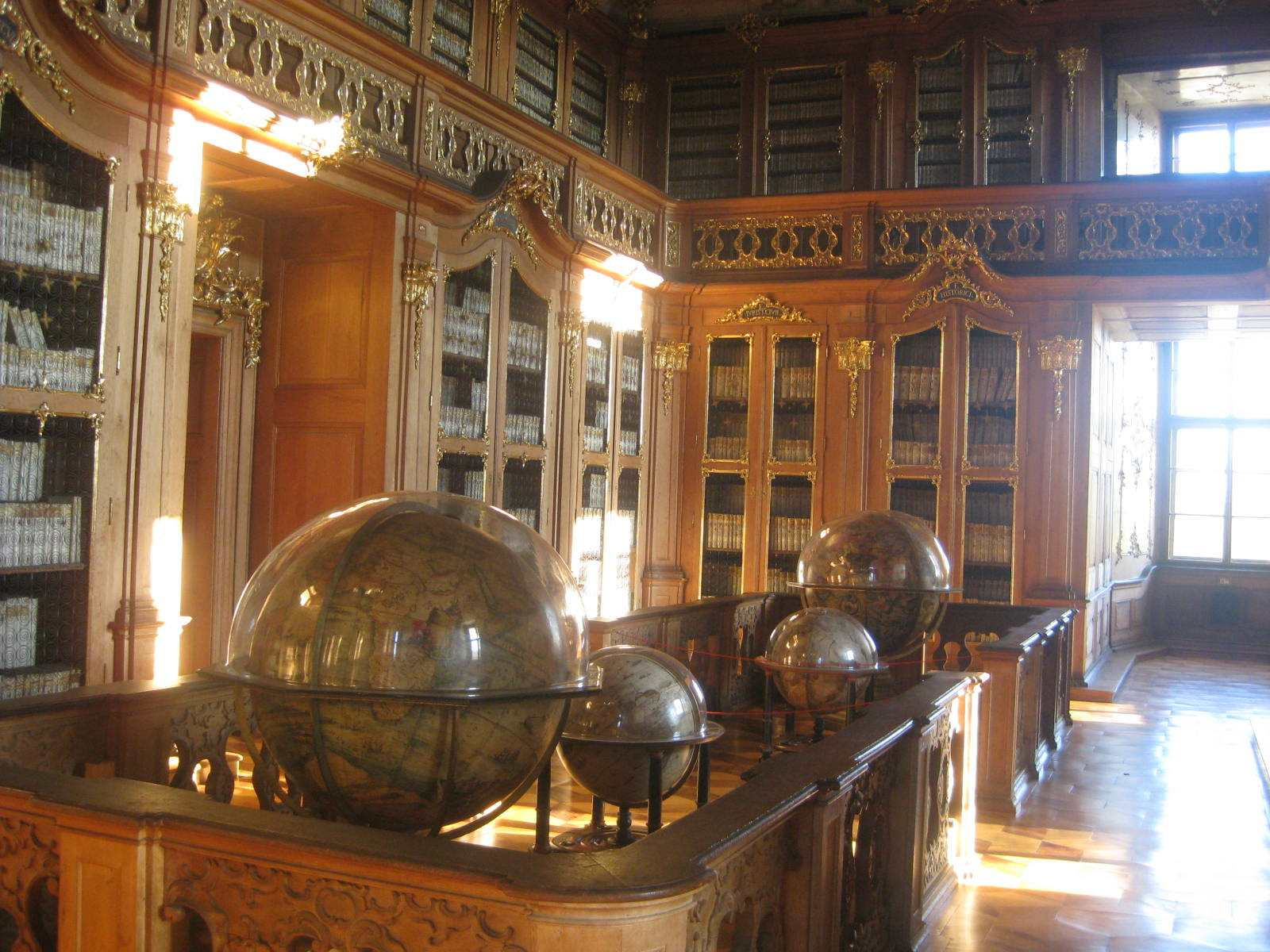
Interiér zámecké knihovny

## Knižní fond arcibiskupské zámecké knihovny
Knihovní fond je vlastnictvím Arcibiskupství olomouckého. Veškeré zámecké sbírky spravují pracovníci Muzea umění Olomouc – Arcidiecézního muzea Kroměříž. Fond obsahuje kromě teologických knih i knihy k různým vědním oborům, umění a další. Skládá se ze 4 knihoven:
- Staré knihovny
- Nové knihovny
- Trezorové knihovny
- Lesní knihovny

Celkově je na zámku přibližně 90 000 knih, z toho je přibližně 500 rukopisů a 200 inkunábulí (prvotisků do roku 1500).

## Zámecká knihovna dnes
Samotný zámek je spravován Národním památkový ústavem, územním odborným pracovištěm v Kroměříži. Návštěvníci zámku mohou při prohlídce zhlédnout pouze Starou a Novou knihovnu.
Knihy ze všech knihoven je možné studovat v badatelně prezenčně. Více informací o možnostech a režimu studia je na webových stránkách Muzea umění Olomouc. V současnosti dochází ke zpracování knihovního fondu v programu CLAVIUS.

## Jednotlivé knihovny

### Stará knihovna
Byla založena stavitelem zámku, olomouckým biskupem Karlem II. Lichtensteinem Castelkornem (1664 – 1695). Zakládací listinou ze dne 14. května 1694 zpřístupnil knihovnu vzdělané veřejnosti a měla být centrální knihovnou Biskupství olomouckého. Mohli ji také využít biskupští úředníci spravující v Kroměříži biskupský majetek. V knihovně mělo být obsaženy knihy všech vědních oborů a mělo být podchyceno poznání dané doby. Základem knihovny byla soukromá knihovna biskupa Lichtensteina - Castelkorna, který pamatoval také na studovnu a který rovněž vypracoval knihovní řád. Aby se knihovna rozrůstala i nadále, požádal své nástupce, aby knihovnu a rovněž ostatní sbírky doplňovali a rozmnožovali. Tato jeho prosba byla vyslyšena a díky tomu patří tato zámecká knihovna k největším historickým fondům v českém státě.
Pro zajištění provozu knihovny zřídil Karel II. z Lichtenštejna-Kastelkornu nadaci, do které věnoval 10 000 zlatých. Z těchto peněz se platil knihovník, vazba knih a nákup nových knih. Do nově koupených knih z těchto peněz byly lepeny ex libris biskupa Lichtensteina – Castelkorna. Knihovníky byli od roku 1700 - 1833 profesoři piaristické koleje, později světští knihovníci šlechtického původu a od roku 1887 do roku 1949 profesoři arcibiskupského gymnázia (chlapeckého kněžského semináře).
Knihovna se skládá ze tří místností: Předsíně, Předsálí a Velkého sálu. V těchto třech sálech nachází přibližně 25 000 knih. Knihy byly opatřeny jednotnou vazbou z bílé kůže a zlacenými nápisy na hřbetech. V knihovních skříních jsou knihy někdy naskládány i ve více řadách za sebou. V roce 1752 zasáhl celé druhé patro zámku požár, jenž naštěstí knihovnu nezničil. Se záchranou knih pomáhali studenti piaristického gymnázia a vojáci biskupské gardy. Následovaly náročné opravy. Oprava posledních dvou sálů knihovny byla provedena již v druhé polovině 18. století. Úprava vstupní Předsíně byla provedena v druhé polovině 19. století, což lze poznat i na skříních. Knihovní skříně ve Velkém sále a Předsálí byly zhotoveny kolem roku 1770 na zakázku olomouckého biskupa Maxmiliána Hamiltona (1761 – 1776), jak nám to připomíná Hamiltonův erb nade dveřmi Velkého sálu knihovny.
Skříně nejsou zaskleny z důvodu měnící se teploty v různých ročních obdobích. Řazení knih ve Velkém sále a Předsálí je podle tzv. piaristického třídění – od teologických témat ke světským. Nad skříněmi je umístěno latinské označení témat. Uprostřed Velké sálu knihovny se nachází 4 glóby zakoupené zakladatelem knihovny. Malířskou výzdobu stropu zámecké knihovny provedl v roce 1759 Josef Stern na zakázku biskup Leopolda hraběte z Egkhu (1578 – 1760). Na fresce Velkého sálu je zachycena Apoteóza biskupů Liechensteina – Castelkorna a Egkha. Celá freska je oslavou vzdělání a moudrosti, včetně upozornění na použití znalostí k dobru, jinak hrozí zavržení. Knihovna obsahuje přibližně 25 000 svazků.
V knihovně je i uložen Kroměřížský sakramentář (Sacramentarium Cremsiriense) jedna z nejstarších liturgických knih dochovaných v českých zemích.

### Nová knihovna
Nová knihovna se nachází v místě bývalé manské registratury. Po zániku manského systému v roce 1869 zde zřídil arcibiskup Bedřich Fürstenberg (1853 – 1892) další knihovnu, která dostala název Nová. Základem této knihovny byla knihovna významného vatikánského knihovníka a archiváře a knihovníka Augustina Theinera (1804- 1874), od kterého ji Fürstenberg koupil. Jednalo se přibližně o 15 000 knih, dnes má knihovna přibližně 20 000 knih.

### Trezorová knihovna
Zřízení trezorové knihovny bylo odsouhlaseno olomouckým arcibiskupem Josefem Karlem Matochou (1948 – 1961) dne 9. července 1948, ovšem k dodání knižních regálů došlo zřejmě později. Původně byla v prostorech zámku (kde je nyní knihovna umístěna) numizmatická sbírka, proto název Trezorová. Obsahuje různorodý fond, který se zde dostal v roce 1948 a později. Obsahuje přibližně 20 000 knih.

### Lesní knihovna
Část této knihovny připadá na knihovnu lesní správy, proto název Lesní. Jedná se o knihovnu s různorodým obsahem. Jsou zde duplikáty, nesvázané knihy a některé konfiskované knihy po roce 1948. Je zde přibližně 25 000 svazků.